# بيريف بي إي -12
بيريف بي إي -12 (بالإنجليزية: Beriev Be-12)‏ هي طائرة دورية بمحركين كان أول طيران لها في 1960. دخلت الخدمة في 1960، صنع منها 143 طائرة.